# Nordisk familjebok

Het logo van de eerste editie, met een afbeelding van Iðunn.

Nordisk familjebok ("Noords familieboek") is een Zweedse encyclopedie, gepubliceerd tussen 1876 en 1957. 
De eerste editie werd in 20 delen gepubliceerd tussen 1876 en 1899 en staat bekend als de "Iðunn-editie" vanwege een afbeelding van Iðunn op de omslag. De tweede editie werd gepubliceerd tussen 1904 en 1926 en omvatte 38 delen. Het is daarmee de omvangrijkste encyclopedie die in de Zweedse taal gepubliceerd is. Deze tweede editie staat bekend als de Uggleupplagan ("Uil-editie") vanwege een uil op de omslag. Twee andere edities zijn uitgebracht voor 1957. De eerste twee edities bevinden zich nu in het publieke domein. 
In de jaren 90 startte de Universiteit van Linköping met Project Runeberg. Zij wilde digitale kopieën van oude Scandinavische boeken, zoals Project Gutenberg dit beoogt voor Engelstalige literatuur. In 2001 kon door OCR ("Optical Character Recognition") een begin worden gemaakt met het scannen van de 45.000 pagina's. Inmiddels zijn zij online beschikbaar (zie de link beneden).